# オオイヌノフグリ
オオイヌノフグリ（大犬の陰嚢、学名：Veronica persica）は、オオバコ科クワガタソウ属の越年草。路傍や畑の畦道などに見られる雑草。特に、湿ったところで多く見られる。別名「星の瞳」ともよばれる。
和名はイヌノフグリに似てそれより大きいために付けられた。フグリとは陰嚢のことで、イヌノフグリの果実の形が雄犬の陰嚢に似ていることからこの名前が付いた。オオイヌノフグリの果実はハート型で、フグリに似てはいない。

## 形態・生態
越年草。秋に芽を出して他の植物が繁茂しない冬に横に広がって育ち、早春に多数の花をつけ、春の終わりには枯れてしまう。夏の間は種子で過ごす。寒さに耐えるため、細胞内の糖濃度を高める機能を持ち、葉と茎に生える短い毛で雪と霜を遠ざけて保温する。
茎は這って先だけが立ち、草丈約10 - 30センチメートル (cm) になる。葉は一番下の1 - 2対が対生するほかは、すべて互生する。葉身は1 – 2 cmの卵円形で、縁に不揃いの鋸歯がある。葉の上面には粗い毛がまばらに生える。
花は葉腋ごとに1個ずつつき、葉より長い柄がある。花冠は長さ1 cm内外で深く4裂しており、花弁が4枚あるように見えるが基部はつながっている。花色はコバルトブルーだが、まれに白い花をつけることがある。花は太陽の光によって開閉し、1日で落花するが、2日めにもう一度開くものもある。花の中央の1本が雌蕊、その外側の2本が雄蕊で、その先端の葯に白い花粉がついている。花の中心にある蜜でハチ、ハナアブ、チョウなどの虫を誘う虫媒花だが、虫による受粉が失敗しても左右の雄蕊が内側に曲がって雌蕊に触れることで自家受粉も可能である。自家受粉でよく見られる近交弱勢はないか非常に小さい。萼は長さ6ミリメートル (mm) ほどで、花後も残って果実を抱く。
果実はやや扁平な幅の広い倒心臓形で、縁に長い毛があり、中に種子が8 - 15個入る。種子は長さ1.8 mmほどの大きさである。自然群落の5個体で、1個体あたり平均545個の種子が生産されたという調査結果がある。

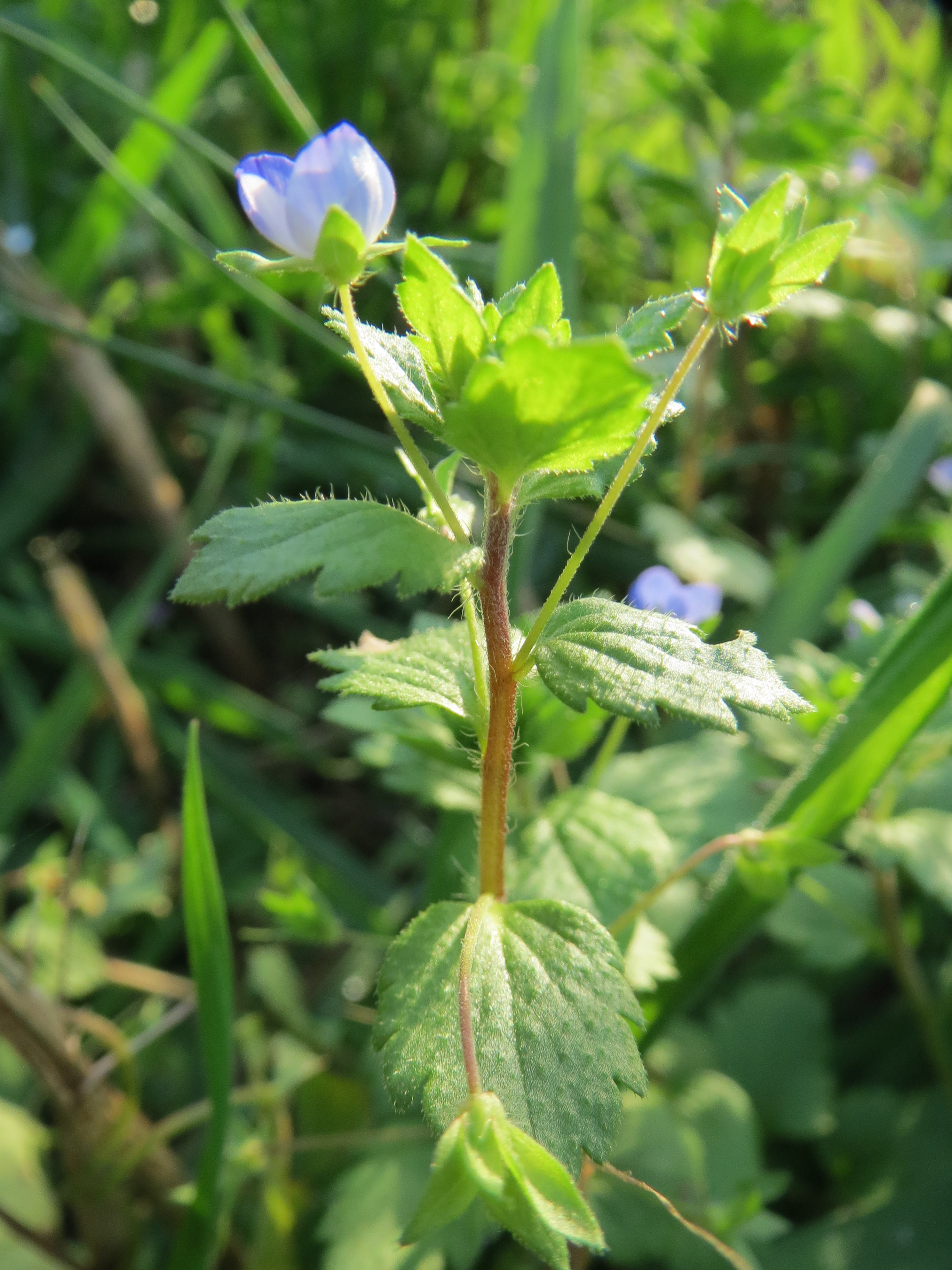
茎
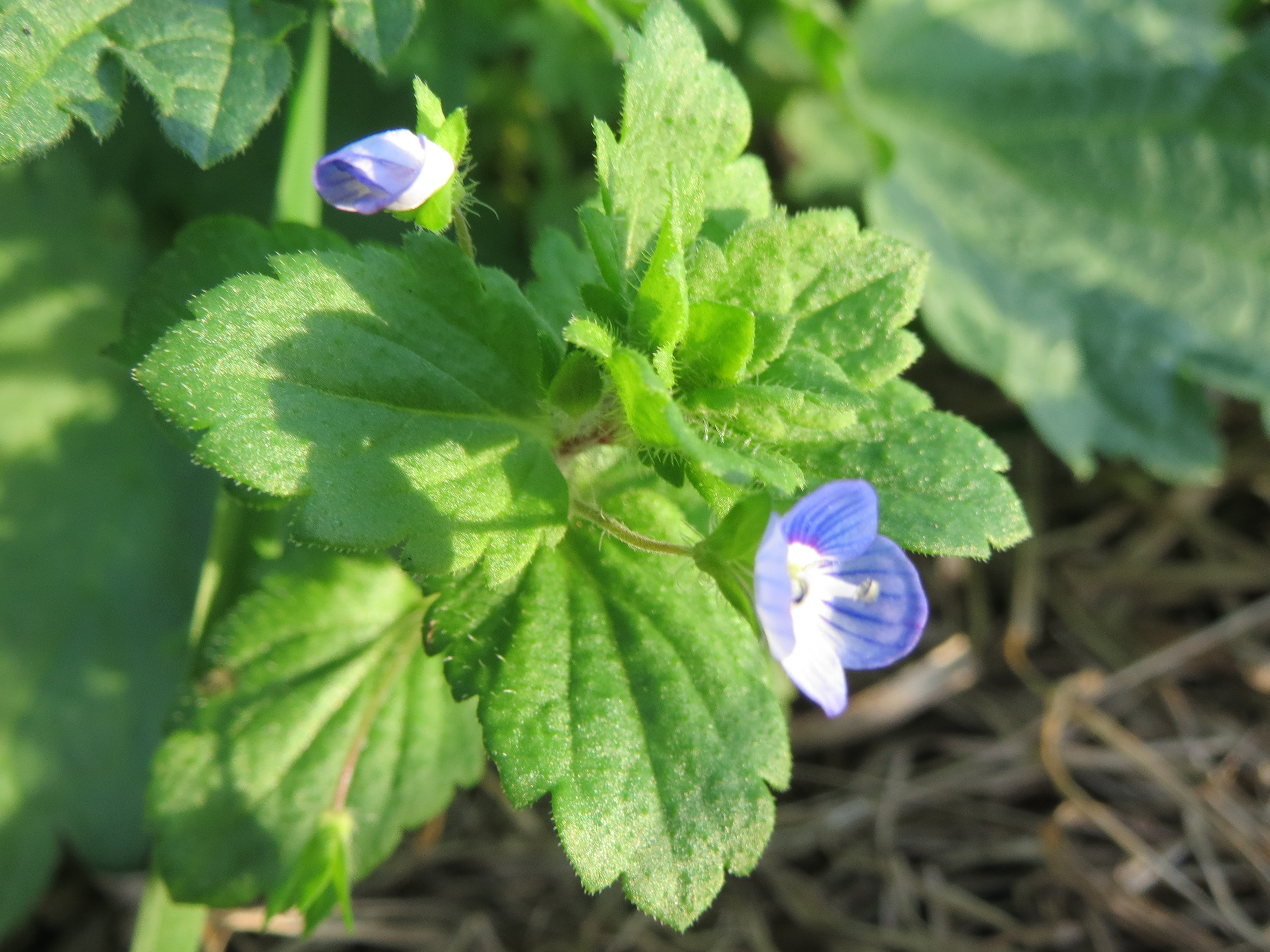
葉
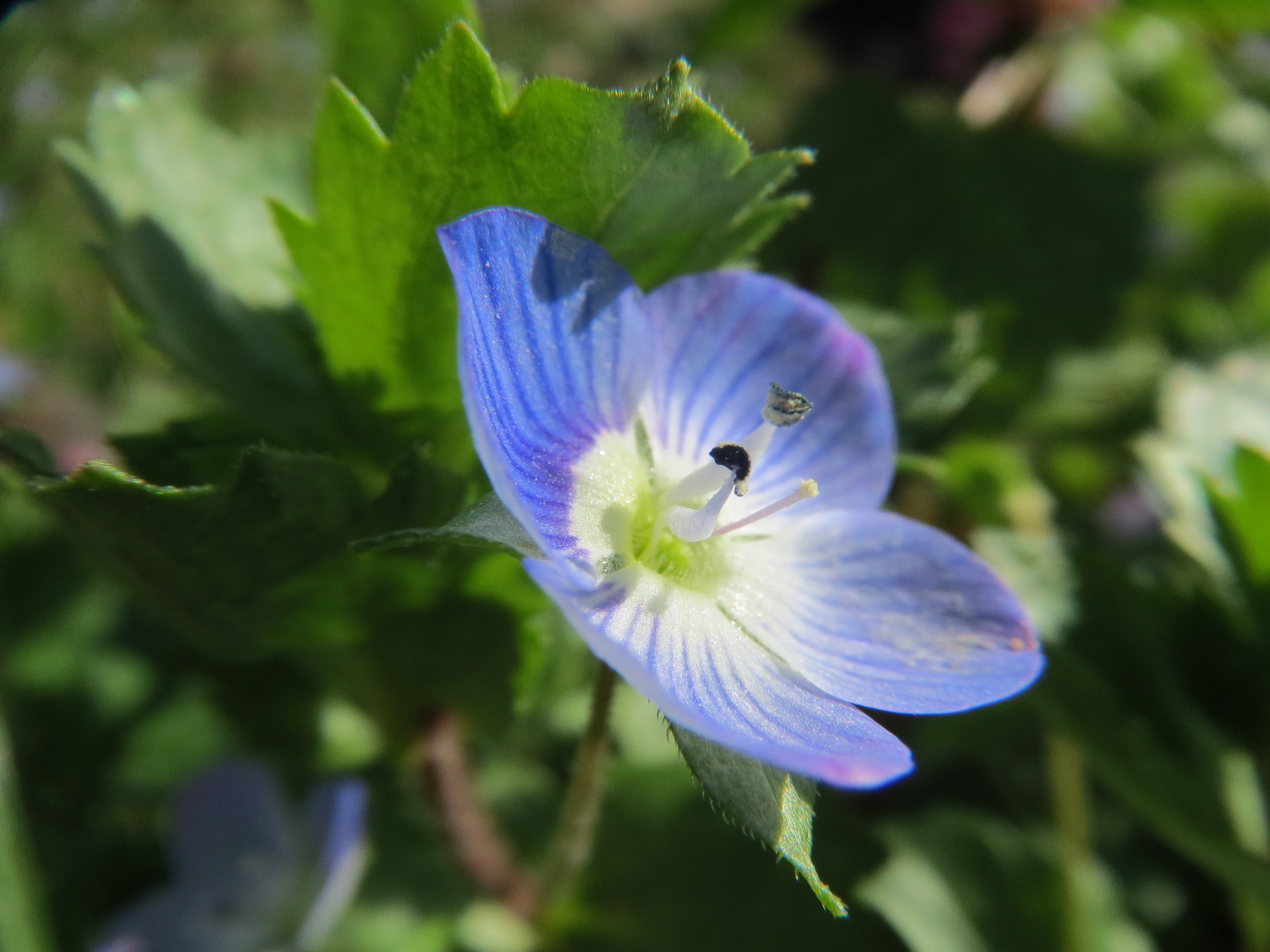
花
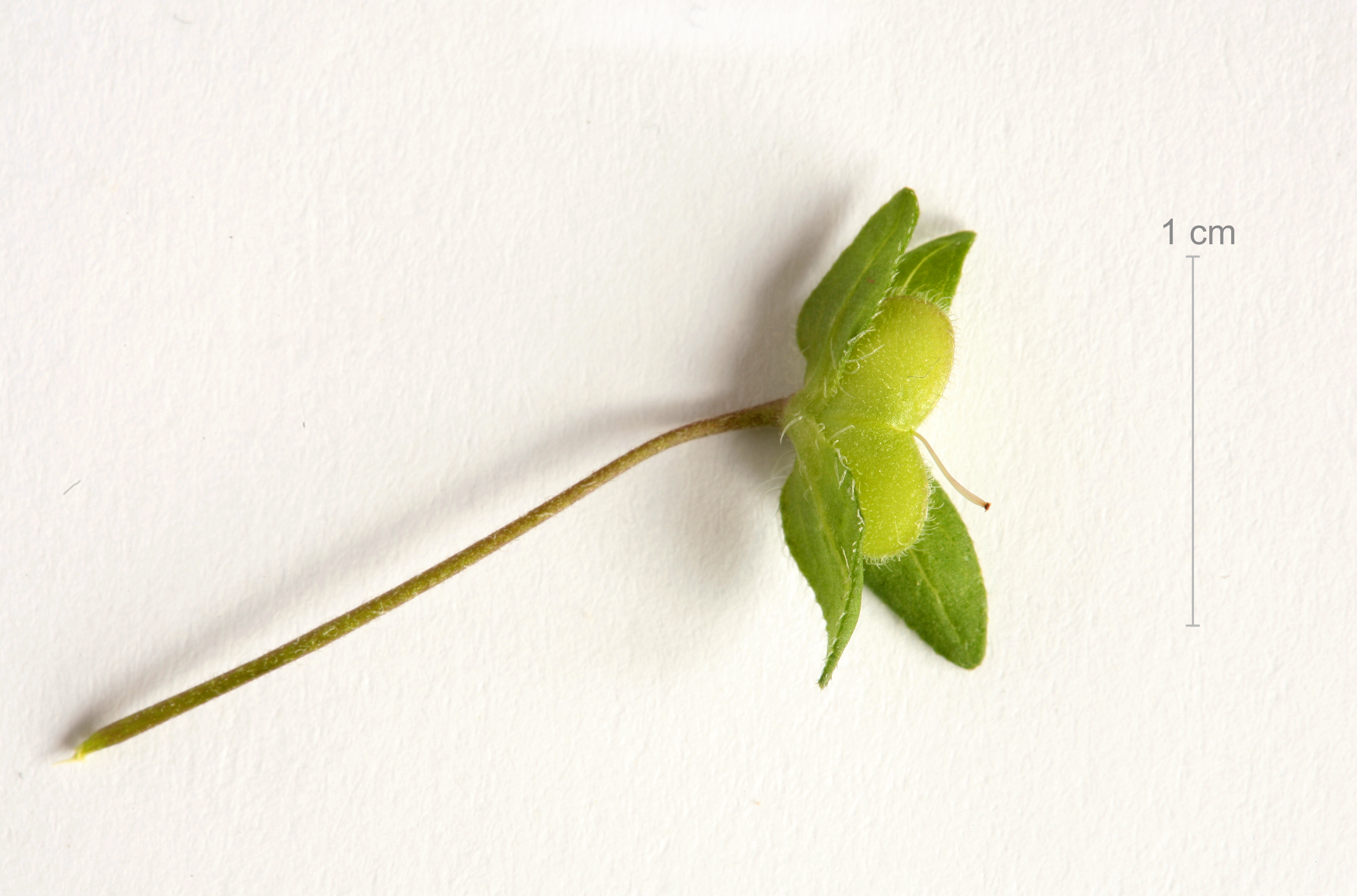
果実
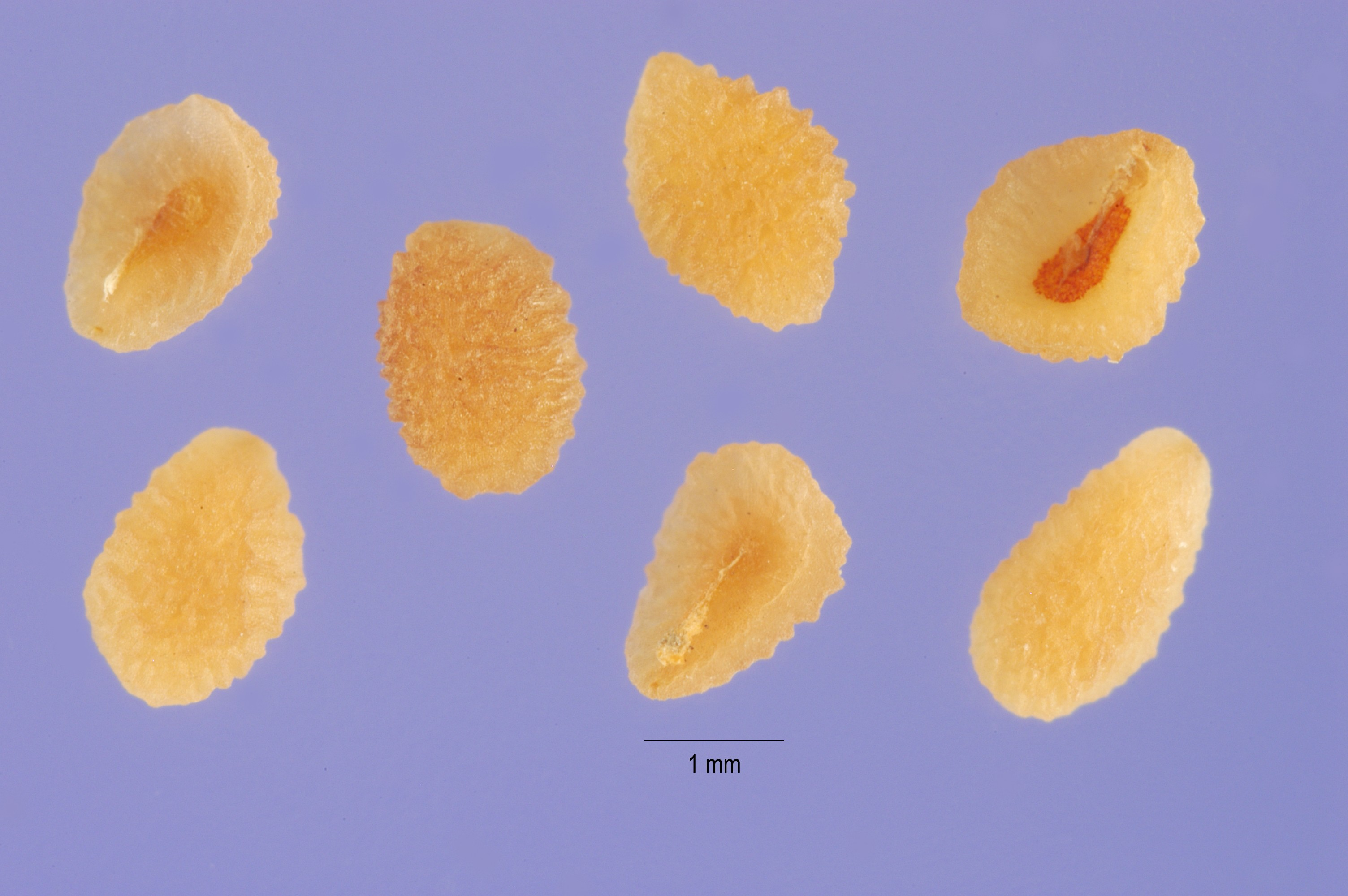
種子

## 分布
西アジア原産、あるいはヨーロッパ原産。アジア（日本を含む）、北アメリカ、南アメリカ、オセアニア、アフリカに外来種（帰化植物）として定着している。
日本に入ったのは明治初年と推定され、1884年（明治17年）あるいは1887年（明治20年）に東京で見られてから急速に拡大し、1919年（大正8年）には全国的にありふれた草になった。この頃、牧野富太郎や大久保三郎らによって東京に帰化していることが確認されている。

## 近縁種
近縁種にイヌノフグリ、タチイヌノフグリ、フラサバソウなどがある。いずれもオオイヌノフグリより小型で、花ははるかに小さいので目立たない。なお、日本の同属にはクワガタソウ（Veronica miqueliana）の仲間があり、これは山地から高山に分布し、イヌノフグリを大きくしたような美しい花の野草である。

## 文化
至るところに多く生えて早春の風物詩となっており、別種のイヌノフグリ（Veronica polita var. lilacina）よりも花が大きく、俳句のほうではオオイヌノフグリを「イヌノフグリ」と詠む。